# Løkken
Løkken este un oraș în Danemarca.